# NGC 83
NGC 83 (również PGC 1371 lub UGC 206) – galaktyka eliptyczna (E), znajdująca się w gwiazdozbiorze Andromedy. Odkrył ją John Herschel 17 sierpnia 1828 roku.